# آلان (بازیکن فوتبال، زاده ۱۹۷۹)
آلان اوسوریو دا کوستا سیلوا (پرتغالی: Alan Osório da Costa Silva؛ زادهٔ ۱۹ سپتامبر ۱۹۷۹) که عموماً با نام آلان شناخته می‌شود بازیکن فوتبال سابق اهل برزیل است که در شهر سالوادور به دنیا آمده‌است.
وی در باشگاه‌هایی چون ماریتیمو، پورتو، ویتوریا گیمارش و براگا سابقهٔ حضور دارد.